# Woloma
Die Woloma (russisch Во́лома; karelisch Vuoloma) ist ein Fluss in der Republik Karelien in Nordwestrussland.
Die Woloma hat ihren Ursprung auf 210 m Höhe in dem gleichnamigen 9,9 km² großen See Woloma im Rajon Mujeserski.
Sie fließt in überwiegend ostsüdöstlicher Richtung durch den Rajon Medweschjegorsk.
Dabei durchfließt sie mehrere kleinere Seen.
Schließlich mündet sie in das Nordwestufer des abflussregulierten Sees Segosero.
Sie ist somit ein Quellfluss der Segescha, die den Abfluss des Segosero bildet.
Die Woloma hat eine Länge von 138 km. Sie entwässert ein Areal von 2070 km².
Der mittlere Abfluss 35 km oberhalb der Mündung beträgt 20,3 m³/s.
Während der Schneeschmelze im Mai findet alljährlich das Frühjahrshochwasser statt.